# 李清云
李清雲（？—1933年5月6日），又误译李庆远，男，四川省綦江县（今重庆市綦江区）人，據說是中國超級人瑞，传闻中是中草药专家、气功大师和战术顾问。時代雜誌的訃聞顯示他活了256歲。

## 长寿的秘诀
1933年5月15日，美国《时代杂志》（TIME）一篇名为《龟雀狗》企鵝一书。他在书中并未提及年龄，但是自述长寿的关键在于气功健身。李清云提出用“刚柔相济，阴阳调和”的方法锻炼身体。他认为自己健康长寿的原因有三：一是长期素食；二是内心保持平静、开朗；三是常年将枸杞煮水当茶饮。

## 生平简介
許多人聲稱，李清云于1677年2月26日（清康熙十六年）在四川省綦江县（今重庆市綦江区）出生。据称他花了整整一辈子的时间采集中草药和搜集长寿的秘诀。1749年（清乾隆十四年），72岁的李清云到开县加入军队，成为军队的武术老师和战术顾问。
1927年李清云受杨森将军邀请，到四川万县作客。杨森被老人的老当益壮和高超的采集中草药技能深深吸引。他那张著名的肖像就是在这里拍摄的。回去六年之后，李清云老人逝世。一些人说他是自然死的，另外一些则说他曾经告诉过朋友，“我已经做完我需要做的事情，我会立刻回家（去世）。”
1933年5月6日李清云死后，杨森专门派人调查了他的真实年龄和背景，并出版了一份报告。同年，一些四川人在被采访的时候说在他们还是小孩子的时候就已经认识李清云，而且在他们终老的时候，李清云没有变得很老。其他人则说李清云曾经是他们爷爷的朋友。

## 关于其真实年龄
根据1933年刊登在《时代》杂志和《纽约时报》的讣闻，李清云享年256岁，他娶了24个妻子，养育了180个子女，超过11代，李清云的婚姻生活的另一个版本，他已经死了23个妻子，并与他的第24个妻子住在一起，这位妻子在他死时已60岁，即意味着兩人已经相差196岁。但是这种报道很难被证明。17世纪中国的人口统计数据非常不准确，而且也无从查证了，如同中国历史上另一个声称活了443年的陈俊一样。
他本人自称自己生于1736年（清乾隆元年），指他本人在世197岁。而有人聲稱他生于1577年（明万历五年）或1677年（清康熙十六年），指李清云在世256岁或356岁，亦有人聲稱他生于1840年（清道光二十年），亦指李清云可能仅在世93岁。

## 相关报道和记录
据《纽约时报》称述：在1930年时成都大学教育系主任胡忠谦（Wu Chung-chieh）发现了他的“出生证明”，他应该出生于1677年2月26日，清政府在1827年（清道光七年）还为他举行了150岁的祝寿庆典。根据《时代》杂志的描述，他的右手还有着6英寸（15.24）长的指甲。
太极拳大师Da Liu是其气功弟子之一，曾在自己的自传中提到了师父李清云的故事：李师父在130岁时曾相遇一名500岁深山中的隐士，并从他身上学会了八卦掌和一套气功，包括呼吸指导、运用特殊声音协调动作的训练和饮食指南。Da Liu还提到他的师父说过他之所以长寿，是因为他每天有规律地、正确地、真诚地锻炼，持续了120年。
杨俊敏博士，在他的书《Muscle/Tendon Changing and Marrow/Brain Washing Qigong》中写道，李清云既是一个气功习练者，也是一个中草药专家，他花了几乎一辈子时间待在山上。1927年，国民革命军将军杨森邀请李清云到他的驻扎地四川万县，这个地方就是照本文那张照片的地方。
中国将军杨森曾经写了一份关于李清云的报告，报告名称为《一个250岁长寿老人的真实记载》。在报告中，杨森是这样描述李清云的外表的：“李清云有很好的视力，步伐矫健。他有七尺高，也有很长的指甲，更有健康的肤色。”
斯图尔特·艾尔弗·奥尔森（Stuart Alve Olson）在2002年编写过一本书，《不朽道士的气功教学方法：李清云大师的八项基本练习》（Qigong Teachings of a Taoist Immortal: The Eight Essential Exercises of Master Li Ching Yuen）。在书中，他教了“八段锦”的练习方法。奥尔森经常向太极拳大师梁栋材（T. T. Liang，Liang Tung Tsai，1900年1月23日－2002年8月17日）学习，而梁栋材又是向杨森学习的。
九龙八卦掌的习练者认为他们的掌法，是由道家贤者李清云悟出来的。
从1974年到2000年在巴西圣保罗居住的道家大师刘百龄（Mestre Liu Pai Lin，Liu Pai Lin，1907年12月8日－2000年2月3日），得到了一张西方国家从来都没有人知道的李清云的肖像，并把他摆在他的教室里面。从这张照片中，人们能够清晰地看到李清云的样貌，并且能够看到老人的卷长的指甲。刘百龄曾经在中国亲眼看见李清云，并认为他是自己的师傅之一。他曾经说过他问过李大师什么才是最基本的道家练习，李大师答道“最基本的道家练习是学习保持无为。”刘大师的儿子，Liu Chih Ming大师，在巴西中国文化中医研究中心（CEMETRAC）进行的“12 silks”气功，也是李大师传授的。
世界的很多文化，特别是印度文化和中华文化（包括西藏文化），讲述了通过精神修炼（如瑜伽和道家）来实现显著的长寿。不朽贤者尤迦南达（Yogananda）的《一个瑜伽士的自传》（Autobiography of a Yogi），还有巴巴吉（Babaji）和皮特·科尔德尔（Peter Kelder）的《青春泉的古老秘密》（The Ancient Secret of the Fountain of Youth）就是两个很好的例子。
民国二十年（1931年）《万州日报》曾载"开县二百七十三岁老人李青云"一文，一时轰动全川。
1986年《气功》杂志第六期又刊载开县籍人刘成勋所写"忆二百五十六岁的长寿老人李庆远（即李青云）"的文章。
李清云究竟活了多大岁数，至今仍是个难解的谜，他不是开县土生土长的人，几乎没有人知道李清云早年的身事，但李清云能准确说出过去200多年的人名、地名及其他事情，李清云右手留有长达6英寸的指甲。他来开县时，自称有150多岁。
李清云擅长眼科和骨伤科，1820年雇佣十四岁的少年向此阳为其挑药担。他先借住于陈家乡石龙村（现龙凤村），后移往兼善乡平和村，并娶妻向氏，定居于此。
李清云在开县生活的时间约110多年。传奇性故事颇多。如传说他是太平天国石达开手下的将领，随石达开来到四川。石达开在大渡河全军覆没，陈远昌就改名李青云，乔装草药医生逃到开县陈家场一带避难，他能讲很多太平天国的战斗故事。（注：石达开在大渡河被俘是1863年，而李早40多年来到开县）又说他会水火二遁，也能遁来钱物，因此他卖药虽挣钱不多，但家用不乏。长期打牌只输不赢也未见过缺钱用。还传说他善相法。曾有开县南门人张骥若年轻时，李算定张将来要当大官，约定算准了以后，以两石谷子作酬谢。后来张当了四川军阀的旅长，果真送了他两石谷子酬谢。
1986年四川省高县庆符镇的80岁老人胡英华先生，献出他保存的李清云照片，并用书面资料提供了李清云入山采药、持刀拒虎和掘得形似人头的灵芝草，以及杨森为他祝寿的故事。据以前见过李青云的老人回忆，李身材魁伟，体态肥胖，秃头无发，皮肤光滑无皱纹，肌肉结实。平时寡言少语，从不谈及无关的话，别人问及年龄，仅答200多岁。住常州市成全巷24号的开县籍的87岁老人刘成勋先生在1986年《气功》杂志第6期沙锅上也发表回忆李（误为李庆远）的文章。
1933年5月6日，李清云病逝，葬于开县长沙镇义学村李家湾。他来开县后雇佣的挑药担子的少年向此阳，是如今住在长沙镇李家湾人黎广松的外公，生于1806年，活了93岁，死于1899年。那时，李清云还健在。向此阳十四岁为李挑药担子，李当时象个五十多岁的老人。

## 中草药家
李清云终生致力于研究中草药及长寿秘诀，他曾云游甘肃、陕西、西藏、安南、暹罗、满洲等地，采集人参、灵芝等各种草药，并靠销售自己或者别人采集的草药为业。

## 外部連結
- 在Find a Grave上的李清云
- "Tortoise-Pigeon-Dog" Article From the May 15, 1933 issue of Time magazine. （页面存档备份，存于）
- "Qigong Teachings of a Taoist Immortal: The Eight Essential Exercises of Master Li Ching Yuen" by Stuart Alve Olson (Amazon Books). （页面存档备份，存于）
- Account from the book on taoist yoga, "Muscle/Tendon Changing and Marrow/Brain Washing Chi Kung" by Dr. Yang Jwing-Ming (1989) （页面存档备份，存于）.
- Excerpt from Dr. Yang Jwing-Ming's book, from YMAA's site.
- Google Answers - Longevity. （页面存档备份，存于）
- Jiulong Baguazhang, also known as Nine Dragon Eight Diagram Palm, conceived by the Daoist sage Li Ching Yuen.
- Li Ching-Yuen: the most famous user of Gotu Kola (known in China as fo-ti-tieng).
- Wong Kiew Kit answer's to readers questions (question number ten is about Li Ching-Yuen). （页面存档备份，存于）
- Li Ching Yuen obituary as printed in the New York Times. （页面存档备份，存于）